# Dive Bar Tour
Dive Bar Tour war eine Promotion-Tournee von Lady Gaga, welche von Bud Light gesponsert wurde, um ihr fünftes Album Joanne zu promoten. Die Tour ging durch die Vereinigten Staaten mit drei Auftritten in kleinen Bars. Die Shows fand am 5., 20. und 27. Oktober 2016 statt. Alle Auftritte wurden auf der Facebook-Seite von Bud Light live übertragen. Bei der ersten Show präsentierte sie zum ersten Mal die Lieder Sinner’s Prayer, A-Yo und Million Reasons.

## Titelliste
Diese Liste repräsentiert die gespielten Lieder der ersten Show in Nashville am 5. Oktober 2016.
1. Sinner’s Prayer
2. A-Yo
3. Million Reasons
4. Perfect Illusion

Diese Liste repräsentiert die gespielten Lieder der zweiten Show in New York City am 20. Oktober 2016.
1. Diamond Heart
2. A-Yo
3. Joanne
4. Girgio Girls
5. Million Reasons
6. Just Another Day

Diese Liste repräsentiert die gespielten Lieder der dritten und letzten Show in Los Angeles am 27. Oktober 2016.
1. Come to Mama
2. A-Yo
3. John Wayne
4. Million Reasons
5. Angel Down
6. Joanne
7. Perfect Illusion

## Tourdaten
| 5. Oktober 2016  | Nashville     | Vereinigte Staaten | The 5 Spot     |
| 20. Oktober 2016 | New York City | Vereinigte Staaten | The Bitter End |
| 27. Oktober 2016 | Los Angeles   | Vereinigte Staaten | The Satellite  |